# Esteban Batista
Esteban Batista é um jogador uruguaio de basquetebol. Atualmente, joga no Beikong Fly Dragons da China na posição de pivô. Em 2005 tornou-se o primeiro jogador uruguaio a jogar na NBA.